# МТВ филмска награда за најбољу тучу
МТВ филмска награда за најбољу тучу (енгл. MTV Movie Award for Best Fight) једна је од МТВ филмских награда коју додељује телевизијска мрежа МТВ.

## Добитници награде
| Година     | Добитници | Филм                                        | Извор  |
| ---------- | --- | ------------------------------------------- | ------ |
| 1996.      | Адам Сандлер против Боба Баркера                                                                                  | Хепи Гилмор                                 | [ 1 ]  |
| 1997.      | Фајруза Балк против Робин Тани                                                                                    | Ковен                                       | [ 2 ]  |
| 1998.      | Вил Смит против Едгара                                                                                            | Људи у црном                                | [ 3 ]  |
| 1999.      | Бен Стилер против пса Пафија                                                                                      | Има нешто у вези Мери                       | [ 4 ]  |
| 2000.      | Кијану Ривс против Лоренса Фишберна                                                                               | Матрикс                                     | [ 5 ]  |
| 2001.      | Џанг Цији против целог бара                                                                                       | Притајени тигар, скривени змај              | [ 6 ]  |
| 2002.      | Џеки Чен и Крис Такер против банде из Хонгконга                                                                   | Гас до даске 2                              | [ 7 ]  |
| 2003.      | Јода против Кристофера Лија                                                                                       | Звездани ратови — епизода II: Напад клонова | [ 8 ]  |
| 2004.      | Ума Терман против Чиаки Куријаме                                                                                  | Убити Била                                  | [ 9 ]  |
| 2005.      | Ума Терман против Дарил Хане                                                                                      | Убити Била 2                                | [ 10 ] |
| 2006.      | Анџелина Џоли против Бреда Пита                                                                                   | Господин и госпођа Смит                     | [ 11 ] |
| 2007.      | Џерард Батлер против бесмртника                                                                                   | 300 — Битка код Термопила                   | [ 12 ] |
| 2008.      | Шон Фарис против Кама Жигандеа                                                                                    | Никад не одустај                            | [ 13 ] |
| 2009.      | Роберт Патинсон против Кама Жигандеа                                                                              | Сумрак                                      | [ 14 ] |
| 2010.      | Бијонсе Ноулс против Али Лартер                                                                                   | Опседнута                                   | [ 15 ] |
| 2011.      | Роберт Патинсон против Брајс Далас Хауард и Завијера Самјуела                                                     | Сумрак сага: Помрачење                      | [ 16 ] |
| 2012.      | Џенифер Лоренс и Џош Хачерсон против Александера Лудвига                                                          | Игре глади                                  | [ 17 ] |
| 2013.      | Роберт Дауни Млађи, Крис Еванс, Марк Рафало, Крис Хемсворт, Скарлет Џохансон и Џереми Ренер против Тома Хидлстона | Осветници                                   | [ 18 ] |
| 2014.      | Орландо Блум и Еванџелин Лили против Орка                                                                         | Хобит: Шмаугова пустошења                   | [ 19 ] |
| 2015.      | Дилан О'Брајан против Вила Полтера                                                                                | Лавиринт - Немогуће бекство                 | [ 20 ] |
| 2016.      | Рајан Ренолдс против Еда Скрејна                                                                                  | Дедпул                                      | [ 21 ] |
| 2017/2018. | Гал Гадот против немачких војника                                                                                 | Чудесна жена                                |        |
| 2019.      | Бри Ларсон против Џеме Чен                                                                                        | Капетан Марвел                              |        |